# Макс Рабе
Макс Рабе (Линен, 12. децембар 1962) јесте немачки певач и вођа бенда Паласт оркестар (Palast Orchester). 

## Биографија
Његово право име  је Матијас Ото. Он и његов оркестар су се специјализовали у рекреирању звука немачког филма и филмске музике двадесетих и тридесетих година 20. века.
Рабе је основао оркестар 1986. године. Од 1988. до 1995. студирао је на Берлинском универзитету уметности као оперски баритон. Рабе и његов оркестар постали су познати 1992. године по шлагер хиту  „Kein Schwein ruft mich an“ (Свиње ме не зову), поп песми у стилу двадесетих година прошлог века и филмом „Der bewegte Mann“ (Можда, можда не) 1994. године.
Најпознатије Рабеове обраде су „Sex Bomb“ Тома Џонса, „Oops!... I Did It Again“ Бритни Спирс и „We will rock You“ групе Квин
Године 2005. Рабе је с групом први пут наступио у њујоршком Карнеги холу.

## Дискографија
- Die Männer sind schon die Liebe wert (1988, Monopol)[2]
- Kleines Fräulein, einen Augenblick (1989, Monopol)[2]
- Ich hör' so gern Musik (1991, Monopol)[2]
- Live im Wintergarten (1992, Monopol)[2]
- Dort tanzt Lu-Lu! (1994, Monopol)[2]
- Bel Ami (1995, Monopol)[2]
- Music, Maestro, Please (1996, Monopol)[2]
- Die größten Erfolge (1996, Monopol)[2]
- Mein kleiner grüner Kaktus (1997, Monopol)[2]
- Tanz-Gala (1997, Monopol)[2]
- Ein Freund, ein guter Freund (1999, RCA Local/Sony Music)[2]
- Junger Mann im Frühling (1999, Monopol)[2]
- Krokodile und andere Hausfreunde (2000, RCA Local/Sony Music)[2]
- Ich wollt ich wär ein Huhn (2001, RCA Local/Sony Music)[2]
- Charming Weill (2001, RCA Local/Sony Music)[2]
- Superhits (2001, RCA Local/Sony Music)[2]
- Vom Himmel hoch, Da Komm' Ich Her (2002, RCA Local/Sony Music)[2]
- Superhits Nummer 2 (2002, RCA Local/Sony Music)[2]
- Palast Revue (2003, Warner Special Music)[2]
- Max Raabe singt (2005, Monopol/Sony Music Austria)[2]
- Wochenend & Sonnenschein (2006, RCA Local/Sony Music)[3]
- Komm, lass uns einen kleinen Rumba tanzen (2006, Warner Special Music)[2]
- Advent (2006, RCA Local/Sony Music)[3]
- In Der Bar (2008, Sony BMG Music)[3]
- Heute Nacht Oder Nie (Tonight or Never) (2008, SPV)[2]
- Übers Meer (2010, Decca/Universal)[2]
- Küssen kann man nicht alleine (2011, Decca) (with Annette Humpe)[2]
- Für Frauen ist das kein Problem (2013, Decca) (with Annette Humpe)[2]
- Für Frauen ist das kein Problem – Zugabe Edition (2013, Decca) (with Annette Humpe)[2]
- The Golden Age (2013, Decca)[2]
- Eine Nacht in Berlin (2014, We Love Music)[2]
- Der perfekte Moment... wird heut verpennt (2017, We Love Music) (with Annette Humpe & Peter Plate)[2]
- MTV Unplugged (2019, Deutsche Grammophon GmbH, Berlin)
- Wer hat hier schlechte Laune (2022, We Love Music)[2]
- Mir is so nach dir (2023, We Love Music)[2]